# Euploea reaumuri
Euploea reaumuri är en fjärilsart som beskrevs av Charles Oberthür 1878. Euploea reaumuri ingår i släktet Euploea och familjen praktfjärilar. Inga underarter finns listade i Catalogue of Life.